# Petrosavia sakuraii
Petrosavia sakuraii är en enhjärtbladig växtart som först beskrevs av Tomitaro Makino, och fick sitt nu gällande namn av Johannes Jacobus Smith och Cornelis Gijsbert Gerrit Jan van Steenis. Petrosavia sakuraii ingår i släktet Petrosavia och familjen Petrosaviaceae. Inga underarter finns listade.